# Ninoska Avendaño
Ninoska Avendaño – wenezuelska judoczka.
Brązowa medalistka igrzysk Ameryki Środkowej i Karaibów w 1993 roku.